# 古参
| ウィキペディアには「古参」という見出しの百科事典記事はありません（タイトルに「古参」を含むページの一覧/「古参」で始まるページの一覧）。 代わりにウィクショナリーのページ「古参」が役に立つかもしれません。 |